# Robert Kowalówka
Robert Kowalówka (ur. 14 grudnia 1993 w Oświęcimiu) – polski hokeista.
Brat Adriana (ur. 1983) i Sebastiana (ur. 1986). Wszyscy trzej to wychowankowie Unii Oświęcim; do 2015 byli zawodnikami Cracovii. Ich ojciec Ryszard Kowalówka został działaczem hokejowym w Unii Oświęcim.

## Kariera
- SMS I Sosnowiec (2009-2012)
- SMS II Sosnowiec (2010/2011)
- Unia Oświęcim (2012-2013)
- Cracovia (2013-2021)
- Re-Plast Unia Oświęcim (2021-2025)

Wychowanek Unii Oświęcim. W barwach reprezentacji Polski do lat 20 uczestniczył w turnieju mistrzostw świata juniorów do lat 20 w 2011 (Dywizja II). Absolwent NLO SMS PZHL Sosnowiec z 2012. Od 2013 był zawodnikiem Cracovii, a w maju 2021 powrócił do macierzystej Unii. Po sezonie 2024/2025 odszedł z Unii.

## Sukcesy
Reprezentacyjne
- Awans do MŚ do lat 20 Dywizji I: 2011

Klubowe
- Puchar Polski: 2015 z Cracovią
- Złoty medal mistrzostw Polski: 2016, 2017 z Cracovią, 2024 z Unią Oświęcim
- Srebrny medal mistrzostw Polski: 2019, 2021 z Cracovią, 2022 z Re-Plast Unią Oświęcim
- Finał Pucharu Polski: 2022 z Tauron Re-Plast Unia Oświęcim
- Brązowy medal mistrzostw Polski: 2023 z Unią Oświęcim

Indywidualne
- Mistrzostwa Świata Juniorów w Hokeju na Lodzie 2011/II Dywizja#Grupa B:
  - Pierwsze miejsce w klasyfikacji skuteczności interwencji bramkarzy w turnieju: 96,43%[8]
  - Pierwsze miejsce w klasyfikacji średniej goli straconych na mecz w turnieju: 0,46
  - Pierwsze miejsce w klasyfikacji liczby meczów bez straty gola w turnieju: 2